# Станить, Золтан
Золтан Станить (венг. Zoltán Sztanity; 1 февраля 1954, Дьёр) — венгерский гребец-байдарочник, выступал за сборную Венгрии во второй половине 1970-х годов. Серебряный призёр летних Олимпийских игр в Монреале, чемпион мира, победитель многих регат национального и международного значения.

## Биография
Золтан Станить родился 1 февраля 1954 года в городе Дьёре. Активно заниматься греблей начал в раннем детстве, проходил подготовку в местном спортивном клубе «Раба Эдьетертеш Торна Осталь».
Первого серьёзного успеха на взрослом международном уровне добился в 1975 году, когда попал в основной состав венгерской национальной сборной и побывал на чемпионате мира в югославском Белграде, где одержал победу в программе эстафеты 4 × 500 м. Благодаря череде удачных выступлений удостоился права защищать честь страны на летних Олимпийских играх 1976 года в Монреале — в одиночках на пятистах метрах завоевал серебряную медаль, проиграв в финале только румынскому гребцу Василе Дыбе.
В 1977 году Станить выступил на чемпионате мира в болгарской Софии, откуда привёз награду бронзового достоинства, полученную в зачёте одиночных байдарок на дистанции 500 метров. Будучи одним из лидеров гребной команды Венгрии, благополучно прошёл квалификацию на Олимпийские игры 1980 года в Москве — на сей раз в полукилометровом заезде одиночек показал девятый результат, тогда как в четвёрках на километровой дистанции стал пятым. Вскоре по окончании этих соревнований принял решение завершить спортивную карьеру, уступив место в сборной молодым венгерским гребцам.